# 81 Ceti b
81 Ceti b (HD 16400 b) – egzoplaneta (gazowy olbrzym) krążąca wokół gwiazdy 81 Ceti w Gwiazdozbiorze Wieloryba. Został odkryty w 2008 roku z zastosowaniem metody spetkroskopii dopplerowskiej, przez grupę Sato.